# 마이크 혼다
마이클 마코토 "마이크" 혼다(영어: Michael Makoto "Mike" Honda, 일본어: 本田 実, 1941년 6월 27일 -)는 미국 민주당 소속의 정치인이자, 실리콘밸리를 에워싸고 있는 캘리포니아주 제17 지역구 소속의 하원의원이다. 일본계 미국인이다.

## 배경
1941년 캘리포니아주 월넛 그로브(Walnut Grove)에서 태어났다. 그의 영아기때 태평양전쟁을 겪으면서 콜로라도주의 일본계 강제수용캠프에서 지내야했다. 그의 가족은 1953년 귀환후 캘리포니아주 산호세에 있는 딸기재배 농가의 소작인이 되었다.
그는 산호세 고등학교와 산호세 주립대학을 거쳐 생물학에서 박사학위를 스페인어의 석사학위를 받았으며, 1965년부터 1967년까지는 미국평화유지군소속으로 엘살바도르에서 복무하였다.
과학교사로서 그는 두 공립학교에서 교장을 역임하였다. 1971년 혼다는 산호세 시장인 노먼 미네타로부터 산호세시 계획위원회 의원으로 지명되었고, 1981년에는 교육위원회 의원으로 당선되었다. 그는 이후 산타클라라 카운티 감독위원회(1990년)와 캘리포니아주 의회(1996-2001)를 거쳤다.

## 정치 경력
혼다는 2000년 공화당의 톰 캠벨을 대신하여 민주당 소속으로 하원에 입성하였다. 2001~2006년 동안 그는 미하원과학위원회,정보위원회소속으로 일하였다.
2007년 미하원의장인 낸시 팰로시는 혼다를 세출예산위원회맴버로 지명하였다.
그는 또한 캘리포니아 북부지역의 원내 총무이자, 아시아 태평양지역 미국인 간부회의 의장으로도 활약하고 있다.
그는 모국인 일본에 제2차 세계 대전중의 전쟁범죄에 대해 사죄와 보상을 촉구한 레졸루션 AJR 27로 유명하다. 그는 전미유색인지위향상협회나 인권운동같은 민권운동을 지속적으로 지원해 왔다. 그러나 중국내 인권문제에 대한 비난을 거부했다는 이유로 비난을 받기도 하였다. 2001년에 그는 중국을 방문했다.
2005년 2월 12일, 그는 하워드 딘이 회장으로 있는 민주당 전국위원회의 부위원장으로 선출되었다. 그의 임기는 2009년까지이다.

## 미국 무슬림지원
혼다의원은 미국 무슬림들의 권리를 지속적으로 옹호해 왔다. 9.11 테러직후인 2001년 10월, 그는 미국무슬림연맹회의에서 일본계라는 이유로 강제수용이라는 아픔을 겪은 자신의 사례를 설명하면서 사회의 차별이나 압력에 의해 그들의 정체성이나 이름을 바꾸지 말 것을 호소했다. 또한 미국최초의 무슬림 하원의원인 키스 엘리슨이 의원선서 때 성경 대신 코란에 대고 맹세한 코란선서논쟁 때는 코란 선서를 비판한 공화당의 버질 구드의원의 서면공격에 답하면서 자신의 소견을 지켜나갔다.

## 일본군 위안부 결의안
그는 미하원에서 일본정부에 대해 일본군 위안부 문제에 대한 인정, 사죄 및 역사적 책임과 진상 규명을 요구하는 결의안을 발의, 주도하고 있다. 이 때문에 일본의 보수우익언론과 많은 일본인으로부터 국익에 반하는 일본인으로 비난받고 있으나,일본의 피해를 입은 국가들로부터는 경의를 받고 있다. 그는 이 결의안의 목적이 일본을 무조건 성토하거나 굴욕감을 주려는 것이 아닌, "진실을 밝히는 일"이며, 옳은 일이라 믿기 때문이라고 말한다. 그 동안 이 결의안은 일본과 가까운 공화당 의원들과 일본정부의 로비 등으로 번번이 난관에 봉착했으나, 위안부의 존재를 인정하고 사죄한 고노담화를 부정한 아베 신조 일본 총리의 국가강제성 부인에 의해 오히려 반대의원들이 찬성으로 돌아서는 등의 움직임을 보이고 있다.
현재, 마이크 혼다 의원을 견제하고 있는 미국인 정치인으로는 2차 세계 대전 당시에 오른쪽 팔을 잃은 것으로 유명한 미국 하와이 주의 상원 의원으로, 일본 우익과 친분이 깊기로 유명한 대니얼 이노우에(Daniel Inouye) 민주당 상원 의원이다.

## 역대 선거 결과
| 선거명      | 직책명                           | 대수  | 정당   | 득표율 | 득표수    | 결과 | 당락                       |
| ----------- | -------------------------------- | ----- | ------ | ------ | --------- | ---- | -------------------------- |
| 1996년 선거 | 하원의원 (캘리포니아 제23선거구) | 82대  | 민주당 | 73.39% | 54,370표  | 1위  | 캘리포니아 하원의원 당선   |
| 1998년 선거 | 하원의원 (캘리포니아 제23선거구) | 83대  | 민주당 | 75.77% | 45,340표  | 1위  | 캘리포니아 하원의원 당선   |
| 2000년 선거 | 하원의원 (캘리포니아 제15선거구) | 107대 | 민주당 | 54.26% | 128,545표 | 1위  | 캘리포니아주 하원의원 당선 |
| 2002년 선거 | 하원의원 (캘리포니아 제15선거구) | 108대 | 민주당 | 65.77% | 87,482표  | 1위  | 캘리포니아주 하원의원 당선 |
| 2004년 선거 | 하원의원 (캘리포니아 제15선거구) | 109대 | 민주당 | 72.03% | 154,385표 | 1위  | 캘리포니아주 하원의원 당선 |
| 2006년 선거 | 하원의원 (캘리포니아 제15선거구) | 110대 | 민주당 | 72.34% | 115,532표 | 1위  | 캘리포니아주 하원의원 당선 |
| 2008년 선거 | 하원의원 (캘리포니아 제15선거구) | 111대 | 민주당 | 71.66% | 170,977표 | 1위  | 캘리포니아주 하원의원 당선 |
| 2010년 선거 | 하원의원 (캘리포니아 제15선거구) | 112대 | 민주당 | 67.60% | 126,147표 | 1위  | 캘리포니아주 하원의원 당선 |
| 2012년 선거 | 하원의원 (캘리포니아 제17선거구) | 113대 | 민주당 | 73.55% | 159,392표 | 1위  | 캘리포니아주 하원의원 당선 |
| 2014년 선거 | 하원의원 (캘리포니아 제17선거구) | 114대 | 민주당 | 51.75% | 69,561표  | 1위  | 캘리포니아주 하원의원 당선 |
| 2016년 선거 | 하원의원 (캘리포니아 제17선거구) | 115대 | 민주당 | 38.99% | 90,924표  | 2위  | 낙선                       |

## 참고 자료
- 위키미디어 공용에 마이크 혼다 관련 미디어 분류가 있습니다.
- (영어) U.S. Congressman Mike Honda official House site
- (영어) Federal Election Commission - Mike Honda[깨진 링크(과거 내용 찾기)] campaign finance reports and data
- (영어) On the Issues - Mike Honda issue positions and quotes
- (영어) OpenSecrets.org - Mike Honda campaign contributions
- (영어) Project Vote Smart - Representative Michael M. 'Mike' Honda (CA) profile
- (영어) SourceWatch Congresspedia - Mike Honda profile
- (영어) Washington Post - Congress Votes Database: Mike Honda voting record
- (영어) Mike Honda for Congress 보관됨 2007-04-15 - 웨이백 머신 official campaign site
- (영어) Peace Corps biography of Mike Honda
- (영어) Congressman Mike Honda To Visit China
- (영어) Is Foolishness a Duty of Congress? Marion Edwyn Harrison, Esq., FreeCongress.org, February 15, 2007
- (영어) Society for the Dissemination of Historical Fact